# 8022 Scottcrossfield
8022 Scottcrossfield este un asteroid din centura principală de asteroizi.

## Descriere
8022 Scottcrossfield este un asteroid din centura principală de asteroizi. A fost descoperit pe 10 noiembrie 1990 la Observatorul Kleť de Antonín Mrkos. Asteroidul prezintă o orbită caracterizată de o semiaxă mare de 2,29 ua, o excentricitate de 0,00 și o înclinație de 3,4° în raport cu ecliptica.